# Makhdumpur
Makhdumpur è una città dell'India di 30.170 abitanti, situata nel distretto di Jehanabad, nello stato federato del Bihar. In base al numero di abitanti la città rientra nella classe III (da 20.000 a 49.999 persone).

## Geografia fisica
La città è situata a 25°04′24″N 84°58′42″E.

## Società

### Evoluzione demografica
Al censimento del 2001 la popolazione di Makhdumpur assommava a 30.170 persone, delle quali 15.749 maschi e 14.421 femmine. I bambini di età inferiore o uguale ai sei anni assommavano a 5.063, dei quali 2.648 maschi e 2.415 femmine. Infine, coloro che erano in grado di saper almeno leggere e scrivere erano 13.437, dei quali 8.441 maschi e 4.996 femmine.